# Flutemazepam
Flutemazepam  được phát triển bởi một nhóm ở Stabilimenti Chimici Farmaceutici Riuniti SpA vào giữa những năm 1970. Đây là một dẫn xuất 3-hydroxy benzodiazepine và một chất tương tự của temazepam có tính chất gây ngủ, an thần, mất trí nhớ, giải lo âu, chống co giật và thuốc giãn cơ xương. Thuốc có liên quan chặt chẽ nhất trong cấu trúc của temazepam và được chỉ định để điều trị chứng mất ngủ nặng. Flutemazepam có các tính chất tương tự temazepam, và đã được tìm thấy là rất hiệu quả để điều trị các trạng thái lo lắng nặng nề, các cơn hoảng loạn và mất ngủ nặng.